# Riserva naturale orientata Bagni di Cefalà Diana e Chiarastella
Riserva naturale orientata Bagni di Cefalà Diana e Chiarastella ist ein Naturreservat in der Metropolitanstadt Palermo im Norden Siziliens.

## Lage
Das Reservat liegt auf dem Gebiet der Gemeinden Cefalà Diana und Villafrati. Es wurde 1997 errichtet und hat eine Fläche von etwa 137 Hektar, davon 46 ha in der stärker geschützten Zone A und 91 ha in der weniger stark geschützten Zone B.

## Geologie
Der markanteste Teil des Geländes ist der 658 m hohe Pizzo Chiarastella. Er besteht aus dolomithaltigem Kalkstein. In der Südostflanke des Berges gibt es zahlreiche Grotten, von denen einige in der Zeit von 3500 bis 2000 v. Chr. als Begräbnisstätten genutzt wurden.
An der Nordostseite des Berges entspringen auf etwa 380 m Höhe warme Quellen mit einer Temperatur von etwa 36 °C. Das Wasser ist stark bikarbonathaltig. In der Nähe gibt es auch kalte Quellen. Beide wurden im Mittelalter genutzt, um das Thermalbad Bagni di Cefalà Diana zu speisen.

## Vegetation
Das Reservat besteht überwiegend aus einer Grassteppe aus Dissgras, in der auch Zitronengräser, Asphaltklee und Bergminzen enthalten sind. Dort wachsen auch die Meerzwiebel und Affodillgewächse wie der Gelbe Affodill. Vereinzelt kommen Orchideen vor wie Pflugschar-Zungenstendel, Wespen-Ragwurz und Gelbe Ragwurz.
In den Felswänden des Pizzo Chiarastella wachsen unter anderem Bergfenchel, Augenwurz, Felsenlippen, Nelken, Kapern und Zimbelkräuter.
Die Hänge des Monte Pizzo sind von einer mediterranen Macchia überzogen. Sie ist vor allem gebildet aus Wildem Ölbaum, Baum-Wolfsmilch, Gefranster Raute, Artemisia, Spitzblättrigem Spargel, Steineiche, Gemeiner Schmerwurz und Rutensträuchern.
Die weniger stark geschützte Zone B (Preriserva) des Reservats wird landwirtschaftlich genutzt. Dort gibt es Weide- und Ackerland, Obst- und Weingärten und Olivenhaine.

## Fauna
Die verbreitetsten Säugetiere in dem Naturreservat sind die Hausmaus und die Waldmaus. Daneben gibt es Füchse, Mauswiesel, Wildkaninchen und Braunbrustigel.
An Reptilien kommen vor allem die Ringelnatter, die Gelbgrüne Zornnatter, die Ruineneidechse und der Gefleckte Walzenskink vor.
Von den Greifvögeln sind der Turmfalke und der Lannerfalke vertreten. An Singvögeln kommen Haubenlerche, Weidensperling, Grauammer, Zaunammer und Schwarzkehlchen vor.